# Abarema barbouriana
Abarema barbouriana är en ärtväxtart som först beskrevs av Paul Carpenter Standley, och fick sitt nu gällande namn av Rupert Charles Barneby och James Walter Grimes. Abarema barbouriana ingår i släktet Abarema och familjen ärtväxter.

## Underarter
Arten delas in i följande underarter:
- A. b. arenaria
- A. b. barbouriana